# Pavlo Orichovs'kyj
Pavlo Borysovyč Orichovs'kyj (in ucraino Павло Борисович Оріховський?; Pulyny, 13 maggio 1996) è un calciatore ucraino, centrocampista del Kolos Kovalivka.

## Caratteristiche tecniche
È un centrocampista centrale.

## Carriera

### Club
Cresciuto nel settore giovanile della Dinamo Kiev, ha esordito in prima squadra l'11 marzo 2016 in occasione del match di campionato vinto 2-1 contro il Karpaty.

### Nazionale
Ha giocato nella nazionale ucraina Under-17.

## Palmarès

### Club

#### Competizioni nazionali
- Campionato ucraino: 1

Dinamo Kiev: 2015-2016
- Supercoppa d'Ucraina: 1

Dinamo Kiev: 2016